# Page, Nebraska
Page är en ort (village) i Holt County i Nebraska. Vid 2010 års folkräkning hade Page 166 invånare.